# 立花稜也
立花稜也（日语：／ Tachibana Ryoya ?，1996年4月4日—），日本足球運動員，司職左閘，現效力香港超級足球聯賽球隊理文。

## 球員生涯
立花稜也的足球員生涯於巴爾幹半島國家黑山展開，先後效力FK采蒂涅、奧特蘭特及帕度華。2022年7月15日，香港超級足球聯賽球隊理文宣佈簽入日本球員立花稜也。8月28日，理文在主場迎戰標準流浪立花稜也首次上陣，最終2：1擊敗對手。
2023/24球季，立花稜也成功協助理文奪得聯賽冠軍。
2024/25球季，立花稜也在香港足球明星選舉中入選「明星十一人」。

## 榮譽
理文
- 香港超級聯賽冠軍（2023–24季度）

個人
- 香港足球明星選舉 明星十一人（2024–25季度）

## 外部連結
- 香港足球總會網頁球員資料 （页面存档备份，存于）